# 蓝姓
藍姓為中文姓氏之一，在《百家姓》中排名第131位。也是當今中國姓氏中，排名第二百六十位的姓氏。

## 姓氏起源

### 畲族
畲族藍姓是畲族四大姓氏之一，現今的畲族藍姓大多亦在居於廣東省。

### 漢族
1. 出自嬴姓：梁惠王三年，秦子向命爲藍君，藍即藍田（今屬陝西），子孫以地爲氏。－《姓氏考略》、《竹書紀年》
2. 中山大夫藍諸之先祖食采於藍田，因以地為氏。－《戰國策》、《通志‧氏族略》
3. 出自羋姓：楚公族食采於藍邑，子孫以邑爲氏。－《百家姓考略》

### 其他民族
今壯族、瑤族、苗族等民族中亦存在大量藍姓。

### 台灣藍姓
台灣有藍姓，另有因戶政人員登錄疏失，藍姓錯改為 籃姓 （竹字頭）。

## 分佈狀況
藍姓發源於今陝西藍田縣，歷秦、漢，繁衍於中山郡、東莞郡與汝南郡。中山在今河北定州一帶，東莞在今山東莒縣一帶，汝南在今河南平輿一帶。此三地爲藍姓郡望，意即藍姓之最早發祥地，表明藍姓在上述三地曾得到巨大發展，後世繁衍各地之藍姓，多為此三處之分支。
漢、魏之後，藍姓以上述三地爲中心，逐漸播遷至黃河中、下游諸省，並南徙安徽、湖北、江蘇、浙江等地。
隋、唐之繼大舉南遷於，其中汝南郡一支遷居今福建上杭藍尾驛，後周廣順二年(952年)，其裔藍有善遷居會同里藍家莊，有善後裔分遷清流、順昌、石城。藍姓入居廣東亦在唐末五代間。
宋初之廣東南海人藍繼宗便爲此支裔孫。據廣東五華《藍氏族譜》所載：「十七世萬一郎，由建寧崇善坊遷居寧化石壁鄉。十九世和二郎，於宋時寧化遷居漳州。廿一世廿六郎，徙居廣東梅縣，是爲梅縣藍氏始祖，其後分衍興甯、長樂、寶安、惠州以及浙江杭州。」
今之閩南，宋時是藍姓的繁盛地之一。《廣州初集藍鼎元行狀記》載有「藍氏世居福建漳浦之茗溪」的事實。宋、元兩代，藍姓除繁盛於福建外，在廣東，藍姓也繁衍得非常興旺，並且在宋末元初亂世時大批遷居廣西，當然亦有北遷入湖南、四川之地者。
明初，山西藍姓作爲洪洞大槐樹遷民姓氏之一，被分遷於陝西、甘肅、河南、天津、北京、江蘇等地。明中葉以後，閩粵沿海之藍姓有渡海赴台者，此間亦有廣西之藍姓播遷雲南、貴州以及越南等東南亞國家。歷有清一代，藍姓分佈愈廣，今東三省亦有藍姓入居，亦有往臺灣、南洋者。轉往臺灣、桃仔園地區的藍氏3/1後裔於清光緒末年轉氏為同祖籍漳州金浦之林藍氏及林氏。初自後來藍氏遷自雲林縣虎尾鎮至今藍氏改為籃氏，分布越廣，北部中部南部各有籃氏家族

## 郡望
1. 中山郡：漢代設置，治所在盧奴(今河北定州)，轄境相當今河北狼牙山以南，保定、安國以西，唐縣、新樂以東，滹沱河以北地區。
2. 東莞郡：漢爲城陽郡，晉改稱東莞，治所在莒(今山東莒縣)，後改名東安，轄境相當今山東臨朐、沂水、蒙陰、沂源等地。
3. 汝南郡：漢代設置，治所在平輿(故城在今河南平輿北)，轄境相當今河南淮河、穎河之間。

## 郡望堂號
- 汝南
- 藍田
- 藍玉
- 中山
- 戒君
- 西河

## 延伸阅读
[在维基数据编辑]
 《百家姓》
 《欽定古今圖書集成·明倫彙編·氏族典·藍姓部》，出自陈梦雷《古今圖書集成》
1. ↑  .   [2020-10-01]. （原始内容存档于2019-12-02）.